# Otto Barch
Otto Barch (sinh ngày 20 tháng 12 năm 1943, tại Frunze) là một vận động viên điền kinh đã giải nghệ, đại diện cho Liên Xô. Ông đã tham gia thi đấu tại Olympic Mùa hè 1968, 1972 và 1976. Barch đã là thành viên của câu lạc bộ Burevestnik Frunze.
Thành tựu lớn nhất của ông là đạt hạng nhì trong cuộc đua 50 km tại Cúp Đi bộ Đường trường Thế giới năm 1973.